# Liste des sites et monuments classés de la wilaya de Relizane
Cet article présente une liste des sites et monuments classés de la wilaya de Relizane, en Algérie.

## Liste
| Id   | Identification du bien | Datation      | Commune    | Coordonnées    | Catégorie du classement                     | Mesures et date de protection | Date de publication au Journal Officiel | Illustration    |                       |
| ---- | ---------------------- | ------------- | ---------- | -------------- | ------------------------------------------- | --- | --------------------------------------- | --------------- | --------------------- |
| 48-1 | Ruines de Kaoua        | Antique       | El Ouldja  | à géolocaliser | Classé                                      | Classé parmi les sites et monuments historiques en date du 14/01/1901, Conformément à l'article 62 de l'ordonnance N° 67-281 du 20/12/1967 | N° 07 du 23/01/1968                     |                 | Télécharger une image |
| 48-2 | Grotte El Retaimia     | Préhistorique | Oued Rhiou | à géolocaliser | Inscription sur l'inventaire supplémentaire | Inscrit sur l'inventaire supplémentaire Arrêté signé par le wali N° 389 du 25/01/2018                                                      | Arrêté non pub au journal officiel      | Image manquante | Télécharger une image |
| 48-3 | Pont Mina              | Antique       | Relizane   | à géolocaliser | Inscription sur l'inventaire supplémentaire | Inscrit sur l'inventaire supplémentaire Arrêté signé par le wali N° 388 du 25/01/2018                                                      | Arrêté non pub au journal officiel      |                 | Télécharger une image |
| 48-4 | ٍ Mina                  | Antique       | Relizane   | à géolocaliser | Inscription sur l'inventaire supplémentaire | Inscrit sur l'inventaire supplémentaire Arrêté signé par le wali N° 387 du 25/01/2018                                                      | Arrêté non pub au journal officiel      | Image manquante | Télécharger une image |